# Шињанга (регион)
Шињанга је један од 26 административних региона у Танзанији. Главни град региона је Шињанга. Регион се граничи са регионима Мванза, Мара и Кагера на северу, са регионом Кигома на западу, са регионима Табора и Сингида на југу, а на истоку са регионима Аруша и Мањара. Површина региона је 50 781 km².
Према попису из 2002. године у региону Шињанга је живело 2 796 630 становника. 

## Дистрикти
Регион Шињанга је административно подељен на 8 дистрикта: Бариади, Букомбе, Кахама, Кишапу, Масва, Меату, Шињанга - урбани и Шињанга - рурални.